# Ghiacciaio Larsen
Il ghiacciaio Larsen è un ghiacciaio lungo circa 35 km situato nella parte nord-occidentale della Dipendenza di Ross, nell'Antartide orientale. Il ghiacciaio, il cui punto più alto si trova a circa 1300 m s.l.m., si trova sulla costa di Scott, nella regione settentrionale delle montagne del Principe Alberto, dove fluisce verso sud-est, a partire dal versante orientale del nevaio Reeves e scorrendo a sud del monte Larsen e del monte Gerlache, parallelamente al ghiacciaio Reeves, fino ad andare ad alimentare la piattaforma glaciale Nansen, nei pressi di capo Fleming.

In prossimita della costa, all'altezza del monte Crummer, una parte del flusso del Larsen di distacca, dirigendosi verso est e circondando il versante settentrionale del monte Crummer, andando così a formare il ghiacciaio Backstairs Passage.

## Storia
Il ghiacciaio Larsen è stato scoperto e mappato dalla squadra meridionale della spedizione Nimrod, svolta da 1907 al 1909 e comandata da Ernest Shackleton, e così battezzato in associazione con il monte Larsen, ai piedi di cui scorre, che a sua volta era stato così chiamato in onore di Carl Anton Larsen, comandante della baleniera norvegese Jason, che nel dicembre del 1893 navigò lungo il fronte ghiacciato della Penisola Antartica fino alla latitudine di 68°10' Sud, quota fino ad allora mai raggiunta.